# Bundesselbsthilfeverband Kleinwüchsiger Menschen
Der BundesselbsthilfeVerband Kleinwüchsiger Menschen e.V. (VKM) ist ein bundesweiter Verein von Betroffenen für Betroffene, der sich für die sozialpolitischen und medizinischen Interessen kleinwüchsiger Menschen einsetzt. Er ist als gemeinnützig anerkannt.
Der Verein hat ca. 300 Mitglieder (Stand 2022).

## Geschichte
Bereits 1960 hatten sich kleinwüchsige Betroffene über eine Zeitungsannonce zum persönlichen Austausch zusammengefunden. Der damalige Vereinsname lautete: „Klub der Kleinen“. Er hatte ca. 30 Mitglieder. Als Bundesselbsthilfeverband Kleinwüchsiger Menschen wurde der Verein im November 1968 in Hamburg gegründet. Seitdem entstanden bundesweit insgesamt sieben Landesverbände in Baden-Württemberg, Bayern, Brandenburg–Berlin, Hamburg/Schleswig-Holstein, Kurhessen-Harz, NRW und Rhein-Hessen-Saar.
Seit 1972 findet jährlich ein mehrtägiger Bundeskongress statt, auf dem sich Kleinwüchsige aus ganz Deutschland und den angrenzenden Nachbarländern treffen. Im Jahr 2000 nahmen 420 Kleinwüchsige Menschen aus Deutschland, der Schweiz und den Niederlanden am Bundeskongress in Hamburg teil, der unter dem Motto „Familie – Partnerschaft – Kleinwuchs – ein Abenteuer!“ stand. 2011 fand der Kongress mit hundert Teilnehmenden in Lübeck statt. 2012 wurde auf einem fünftägigen Bundeskongress im Heilbad Heiligenstadt in Thüringen ein neues Grundsatzprogramm beraten, mit dem Ziel, sich verstärkt als Kontaktbörse und Bildungseinrichtung zu engagieren. Zum 50-jährigen Bestehen des Verbandes stand auf dem Bundeskongress in Papenburg in Niedersachsen das Bundesteilhabegesetz im Zentrum.
Seit dem Jahr 2024 ist Miriam Höfig Vorsitzende des VKM.

## Ziele
Der VKM möchte die Lebensbedingungen für Kleinwüchsige verbessern und setzt sich aktiv für die Belange aller Kleinwüchsigen ein.
- Anerkennung des Schwerbehindertenstatus (50 % GdB) für Kleinwüchsige bis zur Körpergröße von 1,50 m
- Chancengleichheit für Kleinwüchsige in Schule, Ausbildung und Beruf
- Mehr Barrierefreiheit im öffentlichen Raum und bei Nutzung von öffentlichen Verkehrsmitteln
- Mehr medizinische Forschung zu Kleinwuchs

## Mitgliedschaften
Der VKM ist Mitglied in den Dachverbänden BAG Selbsthilfe, Allianz Chronischer Seltener Erkrankungen (ACHSE) e.V. und Sozialverband Deutschland.

## Studie
Am Institut Mensch, Ethik und Wissenschaft in Berlin entstand auf Initiative des Bundesverbands ein Kooperationsprojekt zum Thema „Alt werden von Menschen mit Kleinwuchs“. Der Verband hatte festgestellt, dass Mitglieder an Veranstaltungen aufgrund von gesundheitlichen Einschränkungen beim Altern vermehrt nicht mehr teilnahmen sowie ihr Arbeits- und Berufslebens vorzeitig beendeten. Eine Studie zu dem Thema wurde in partizipativer Zusammenarbeit mit Mitgliedern des Verbands 2013/2014 im Rahmen einer Masterarbeit durchgeführt. Die Ergebnisse der Studie gab der VKM 2014 heraus.

## Veröffentlichungen
- Maria Hofmann (Red.): 40 Jahre VKM : vom Klub der Kleinen zum BundesselbsthilfeVerband Kleinwüchsiger Menschen e.V., hrsg. Bundesselbsthilfeverb. Kleinwüchsiger Menschen, Osnabrück 2018.
- Birgit Behrisch, Alicia Prinz: Älter werden mit Kleinwuchs, Anforderungen an Präventionsmaßnahmen - eine wissenschaftliche Studie, herausgegeben vom Bundesselbsthilfeverband Kleinwüchsiger Menschen e.V., September 2014 (pdf, 47 Seiten)